# لاديسلاف كاتشاني
لاديسلاف كاتشاني (مواليد 1 أبريل 1931 - 5 فبراير 2018) هو لاعب كرة قدم. يلعب مع منتخب تشيكوسلوفاكيا لكرة القدم. سبق له أن لعب في كأس العالم لكرة القدم مع منتخب بلاده.

## روابط خارجية
- لاديسلاف كاتشاني على موقع الاتحاد الدولي (مؤرشف)  (الإنجليزية)
- لاديسلاف كاتشاني على موقع الاتحاد الأوربي (الإنجليزية)
- لاديسلاف كاتشاني على موقع الاتحاد التشيكي (الإنجليزية)
- لاديسلاف كاتشاني على موقع قاعدة بيانات كرة القدم.إي يو (الإنجليزية)
- لاديسلاف كاتشاني على موقع ناشيونال فوتبول تيمز (الإنجليزية)